# Дячков Андрій
Андрій Дячков (нар. 28 квітня 1985, Ленінськ) — колишній український волейболіст, який грав на позиції догравальника, у тому числі за збірну України, нині волейбольний тренер.

## Життєпис
Народжений 28 квітня 1985 року в м. Ленінськ (нині Казахстан).
Грав у клубах «Азот» (Черкаси), «Локомотив» (Харків), «Esse-Ti Carilo» (Лорето), «Йоґа» (Форлі), «Локомотив» (Новосибірськ, 2011), «Андреолі» (Латина), «Каса» (Модена), «Конад» (Реджо-Емілія, «Фойнікас», «Олімпіакос» (Пірей), «Монпельє», «Ліон Воллей», «Чикаґо Айсмен».
Після завершення ігрової кар'єри переїхав тренувати один із дитячих клубів Г'юстона (США)

### Досягнення
- чемпіон України: 2006, 2009,
- віцечемпіон України: 2007, 2008,
- володар Кубка України: 2008, 2009,
- володар Кубка Греції 2015,
- віцечемпіон Греції 2015.